# Tháp Tun Mustapha

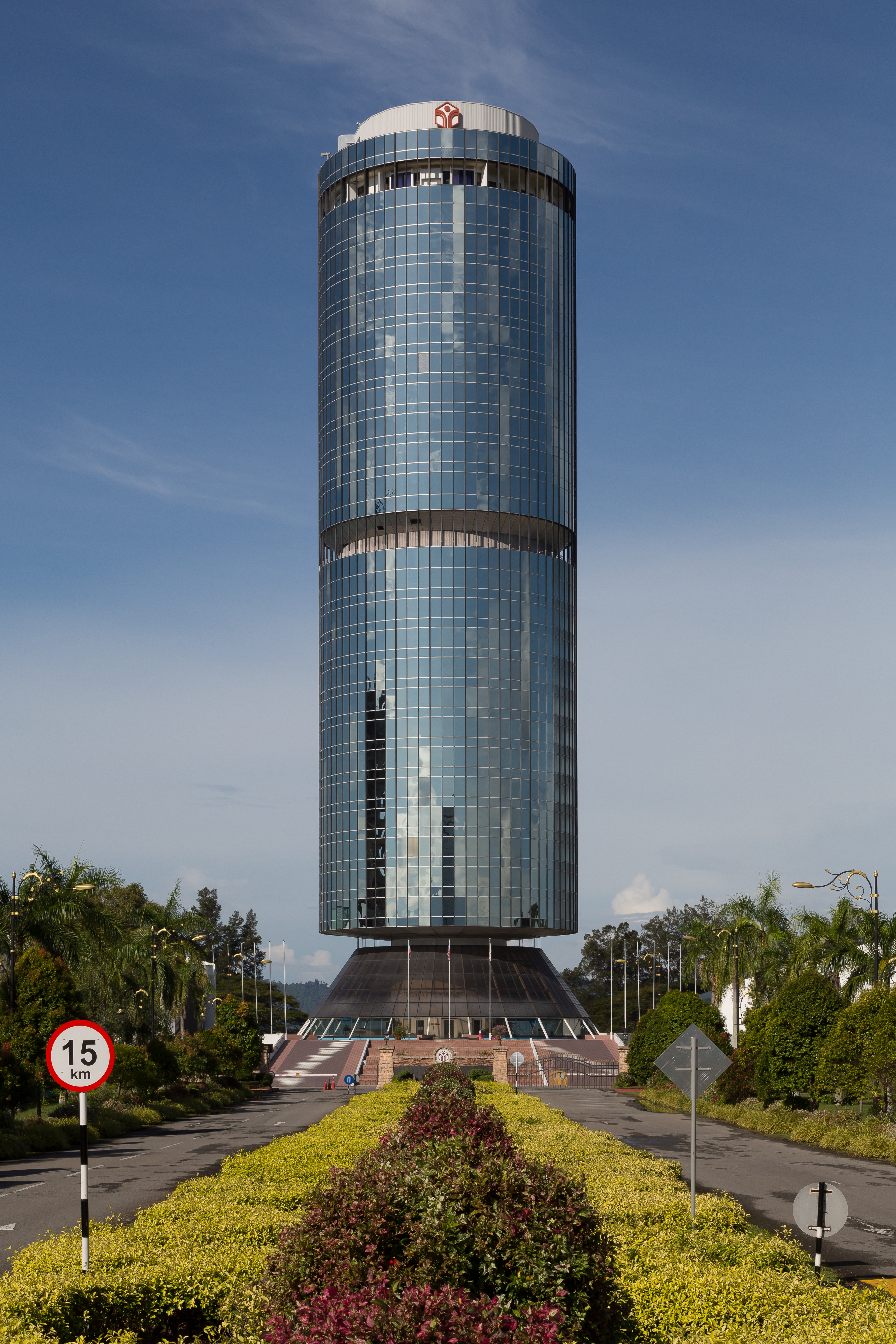
Tháp Tun Mustapha

Tháp Tun Mustapha là một tòa tháp bằng kính cao 30 mét, dài 122 mét ở Kota Kinabalu, Sabah, Malaysia. Nó được xây dựng vào năm 1977 bởi Công ty Xây dựng Mori, một công ty xây dựng của Nhật Bản. Tòa nhà trước đây được đặt tên là Tháp Yayasan Sabah. Năm 2001, tòa tháp được đổi tên để tôn vinh Tun Datu Mustapha, một cựu bộ trưởng Sabah.
Có một tầng quay trên tầng 18, từ từ quay tròn để cho một cái nhìn hoàn chỉnh về cảng Likas.